# Tripterygium
Genre
Tripterygium est un genre de plantes de la famille des Celastraceae.

## Liste d'espèces
Selon BioLib (23 septembre 2019) :
- Tripterygium regelii Sprague & Takeda
- Tripterygium wilfordii Hook.f.

Selon Catalogue of Life (23 septembre 2019) :
- Tripterygium doianum Ohwi
- Tripterygium wilfordii Hook. fil.

Selon GRIN (23 septembre 2019) :
- Tripterygium hypoglaucum (H. Lév.) Hutch.
- Tripterygium regelii Sprague & Takeda
- Tripterygium spp.
- Tripterygium wilfordii Hook. f.

Selon The Plant List (23 septembre 2019) :
- Tripterygium wilfordii Hook. f.

Selon Tropicos (23 septembre 2019) (Attention liste brute contenant possiblement des synonymes) :
- Tripterygium bullockii Hance
- Tripterygium forrestii Loes.
- Tripterygium hypoglaucum (H. Lév.) Hutch.
- Tripterygium regelii Sprague & Takeda
- Tripterygium wilfordii Hook. f.

Selon World Register of Marine Species (23 septembre 2019) :
- Tripterygion delaisi Cadenat & Blache, 1970
- Tripterygion melanurum Guichenot, 1850
- Tripterygion tartessicum Carreras-Carbonell, Pascual & Macpherson, 2007
- Tripterygion tripteronotum (Risso, 1810)